# Супаялат
Cупаялат (бирм. စုဖုရားလတ်) (13 декабря 1859 — 24 ноября 1925) — последняя королева Бирмы из династии Конбаун (1752—1885). Одна из дочерей короля Бирмы Миндона и королевы Аленандо (буквально Средний дворец, также известный как Синпьюмашин или леди Белого Слона). Британское искажение ее имени было «Суповая тарелка». Она была замужем за своим сводным братом Тибо, который стал последним королем династии Конбаун в 1878 году, после смерти Миндона Мина. Она наиболее известна тем, что устроила резню от 80 до 100 членов королевской семьи, чтобы предотвратить узурпацию власти Тибо потенциальными соперниками, хотя она всегда отрицала какую-либо осведомленность о заговоре, который, возможно, был организован ее матерью вместе с некоторыми министрами, включая канцлера Кинвона Мина У Кауна.

## Самопровозглашенная королева

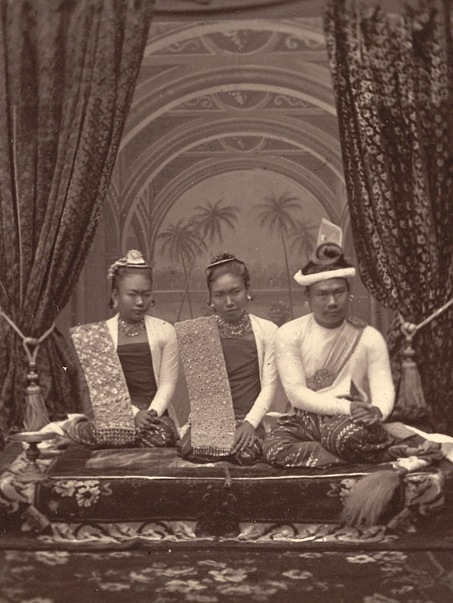
Младшая королева Супаялай вместе с королевой Супаялат и королем Тибо

Принцесса Хтейк Супаялат, она же принцесса Мядаун, носившая официальный титул Сири Сурия Прабха Ратана Деви (သီရိသူရိယပြဘရတနာဒေဝိ), была второй из трех дочерей, рожденных Миндоном и Синпьюмашин, дочерью Баджидо (дяди Миндона) и Нанмадо Ме Ну, родившейся в Фалангоне, и третьей из четырех самых главных королев Миндона. У трех других цариц Миндона не было детей, и Синпьюмашин стала более могущественной после смерти главной королевы Сеткья Деви. Тибо, с другой стороны, был сыном королевы среднего ранга, Лунгше Мибайи.
В 1878 году Тибо сменил своего отца в кровавой бойне за престолонаследие. Синпьюмашин, одна из королев Миндона, стала доминировать при Мандалайском дворе в последние дни его жизни. Под предлогом того, что Миндон хочет попрощаться со своими детьми (другими принцами и принцессами), Синпьюмашин приказал по указу безжалостно убить всех членов королевской семьи близкого возраста (которые потенциально могли бы стать наследниками трона), чтобы Тибо и ее дочь Супаялат заняли трон.
Честолюбивая Синпьюмашин, посадив его на трон, предложила своей старшей дочери Хтейк Супаяджи (1854—1912), принцессе Мон Нон, стать его королевой, но во время королевской свадебной церемонии Супаялат встала рядом со своей сестрой, чтобы быть помазанной королевой одновременно, нарушив древний обычай. Брак её сестры так и не был заключен, и Супаялат, как говорили, навязала моногамию бирманскому королю в первый и последний раз в истории, хотя Тибо также впоследствии женился на ее младшей сестре Хтейк Супаялай (1863—1912), принцессе Яметина. Супаялат было всего 19 лет, а Тибо — 20, когда они взошли на львиный трон (Тихатана Палин).

## Ссылка

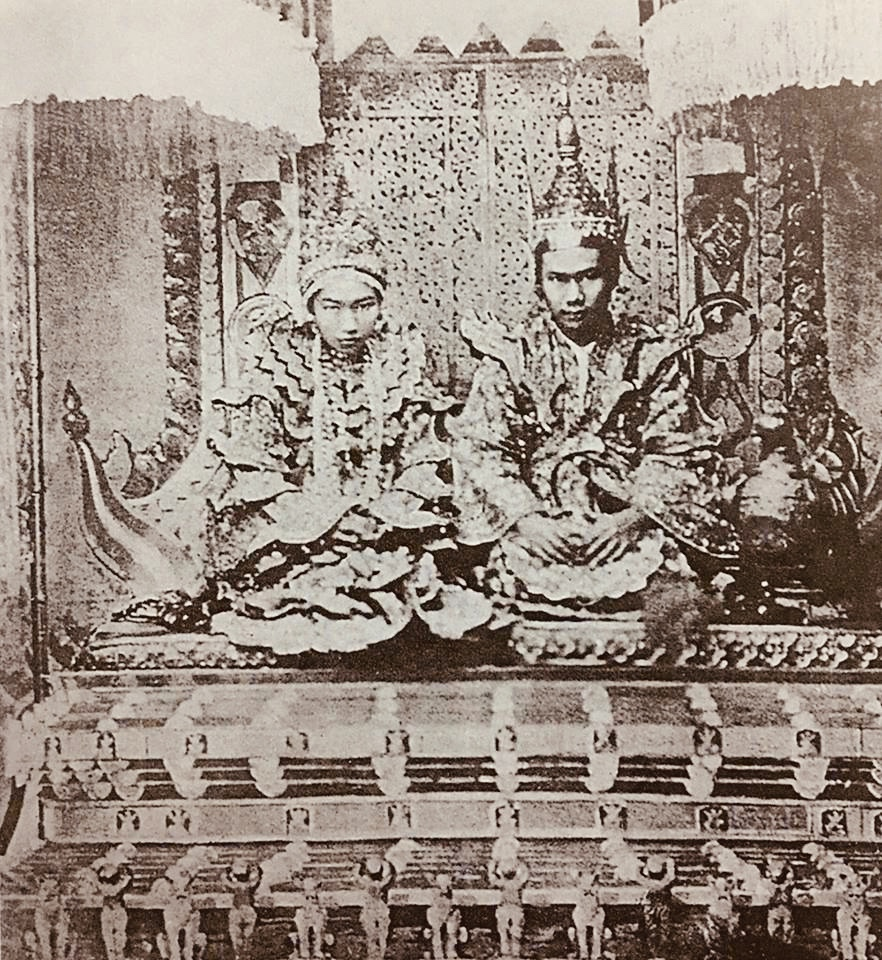
Король Тибо Мин и королева Супаялат на слоновом троне в Мандалайском дворце

Их правление длилось всего семь лет, когда Тибо Мин потерпел поражение в Третьей англо-бирманской войне и был вынужден отречься от престола в 1885 году. 25 ноября 1885 года их увезли в крытом экипаже из Мандалайского дворца через Южные ворота окруженного стеной города по улицам, вдоль которых выстроились британские солдаты и их плачущие подданные, к реке Иравади, где их ждал пароход под названием «Турия» (Солнце). Тибо было 27 лет, а Супаялат — 26.
Супаялат никогда не теряла самообладания и, как говорили, попросила у британского солдата на обочине дороги прикурить бирманскую сигару . Она была беременна и сопровождалась мужем, двумя дочерьми, двумя сестрами и матерью; остальная часть их группы следовала пешком. Солдаты прозвали ее «суповой тарелкой», и в суматохе и спешке, сопровождавших их похищение, некоторые из драгоценностей короны исчезли, включая большой рубин под названием На Маук, который был передан на хранение полковнику Слейну. В 1911 году во время визита короля Великобритании Георга V в Индию Тибо написал письмо о возвращении драгоценностей бирманской короны, но получил только ответ, что полковник А. Слейден умер в 1890 году. Впоследствии На Маук считался самым крупным рубином на британской короне; он был признан принцессой Кундаун, в чьем ведении находился рубин.

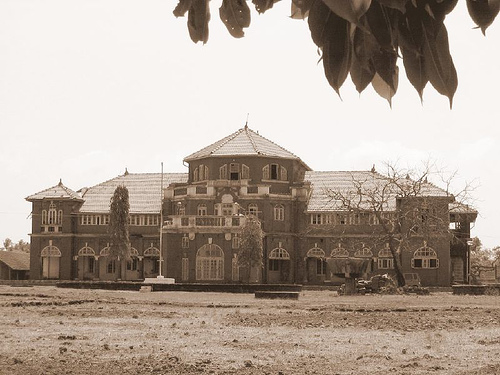
Кирпичный дворец в Ратнагири, куда была сослана королева Супаялат и королевская семья

10 декабря 1885 года королевской семьи, за исключением королевы-матери и Супаяджи, которые были отправлены в Тавой, была доставлена в Мадрас, где родилась их третья дочь, а в апреле следующего года они были перевезены в Ратнагири на западном побережье, где они больше не могли смотреть через Бенгальский залив на землю, которую они были вынуждены покинуть. Супаялат родила свою четвертую и младшую дочь в 1887 году. Пленникам не выделяли надлежащего жилья, соответствующего их статусу, до 1911 года, когда британское колониальное правительство построило Дворец Тибо. В 1914 году королевские принцессы провели церемонию прокалывания ушей (နားသွင်းမင်္ဂလာ нахтвин мингала) по бирманскому обычаю. Некоторым членам семьи, придворным чиновникам и артистам, включая знаменитый оркестр Сейн-Бейды и арфистку Дейву Эйнду Маунг Маунг Гьи из Бирмы, было разрешено присутствовать на церемонии. Хотя первенец Супаялат был мальчиком, он не пережил младенчества, и она также потеряла еще одну дочь.
Королевские принцессы были названы следующим образом:

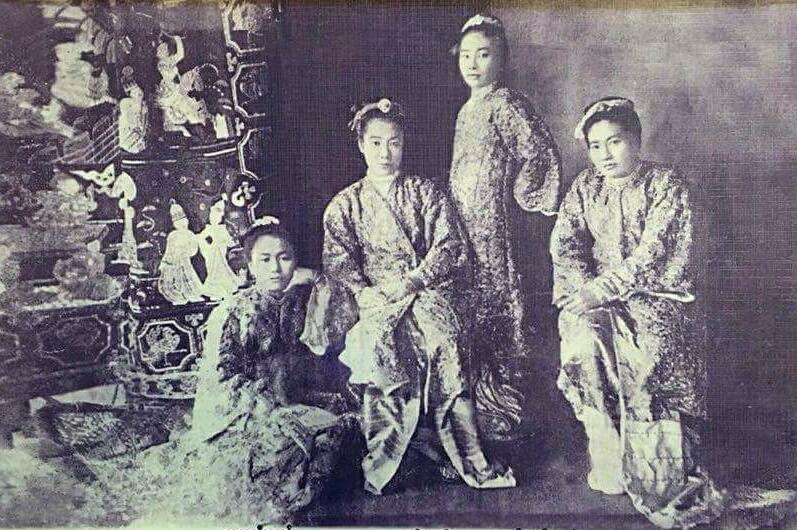
Четыре дочери короля Тибо и королевы Супаялат

- Хтейксу Мьт Пхая Гьи (1880—1947), вышла замуж за индийского охранника дворцовых дверей Тибо. У нее есть только дочь по имени Ту Ту.
- Хтейксу Мят Фая Лат (1882—1956), вышла замуж за бирманского придворного из дворца Тибо; ни один из этих союзов не получил одобрения королевских родителей.
- Хтейксу Мят Пхая, она же Мадрас Супая (1886—1962), вернулась в Бирму вместе со своей матерью и вышла замуж за внука Миндата Мина, своего двоюродного деда и брата короля Миндона.
- Хтейксу Мят Пхая Галай (1887—1935), самая младшая дочь, свободно говорила по-английски и выступал ав качестве представителя королевской семьи, выражая свои обиды в документе под названием Sadutta thamidaw ayeidawbon sadan (စတုတ္ထသမီးတော်အရေးတော်ပုံစာတမ်း Четвертая королевская дочь (документ о кризисе). Колониальное правительство отправило ее жить в Моулмейн, где она провела остаток своих дней.

## Возвращение на родину
Супаяджи, оставшаяся бездетной, ухаживала за четырьмя своими царственными племянницами и умерла в 1912 году. Когда король Тибо скончался в 1916 году в возрасте 58 лет после 30 лет изгнания, Супаялат тщетно боролась за право забрать тело своего мужа обратно, чтобы похоронить его с надлежащими похоронными обрядами в Бирме. Она отказалась отдать тела своей сестры и мужа, похороненные на территории их дворца, властям, которые в конце концов силой забрали их и похоронили в Ратнагири в 1919 году. Королева не присутствовала на похоронах, хотя и послала на церемонию двух королевских принцесс. Позже к гробницам царя и Супаялай присоединилась гробница Пахтамы тамидо (первой королевской дочери), умершей в 1947 году.
Супаялат вернулся в Рангун в 1919 году, но ей не разрешили вернуться в Мандалай. Она жила на пенсию, и в последние дни ее ближайшим советником был Такин Кодо Хмайн (1876—1964), известный писатель и лидер националистов, который почитал ее за непокорную позицию против английского колониализма и который в возрасте девяти лет был свидетелем падения монархии и похищения королевской четы в Мандалае. Хмайн был пансионером в монастыре Мядаунг, построенном королевой, у которой никогда не было возможности провести церемонию открытия (yeizetcha, буквально «налейте капель воды», чтобы призвать богиню земли в свидетели доброго дела), поскольку оно было только недавно завершено. Она никогда не считала себя обязанной британцам, которые, по ее мнению, лишили ее королевства со всеми богатствами.

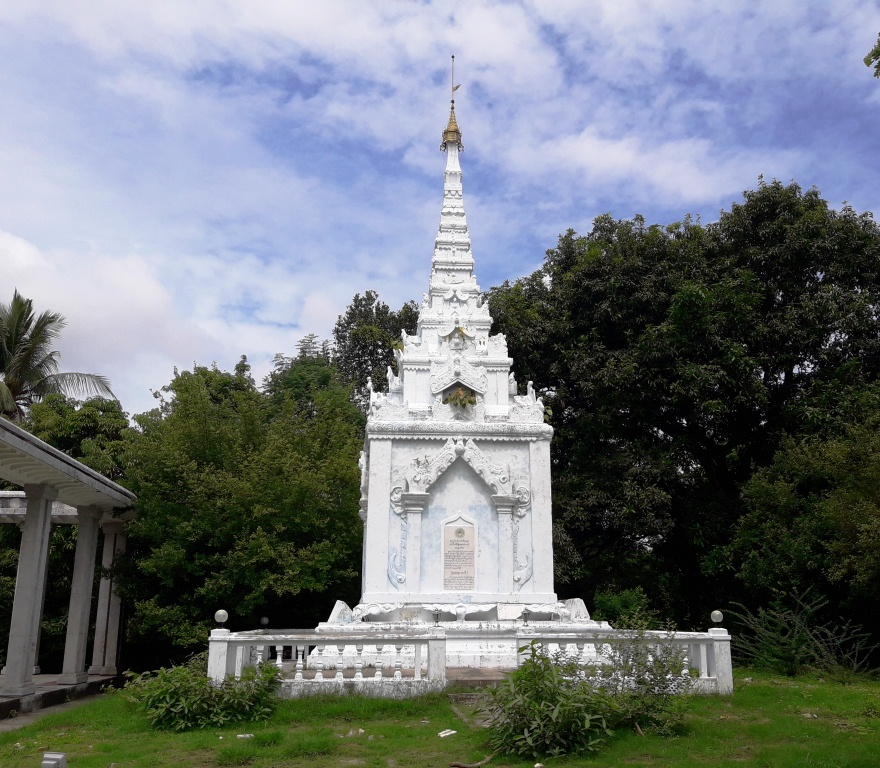
Мавзолей королевы Супаялат в Пагоде Шведагон в Янгоне

Супаялат умерла шесть лет спустя, 24 ноября 1925 года, незадолго до своего 66-летия. Хотя английские колониальное правительство объявило день ее похорон национальным праздником, просьба королевской семьи похоронить ее в Мандалае также была отклонена. Её похороны были, однако, проведены с помпой и церемонией, как и подобает бирманской королеве. Её тело лежало в парадном строю, укрытое восемью белыми королевскими зонтиками, в сопровождении 90 буддийских монахов и британского губернатора Бирмы сэра Харкорта Батлера с почетным караулом конной полиции, сопровождаемым 30-пушечным салютом.
Супаялат похоронен в Мавзолее Кандавмин Гарден рядом с пагодой Шведагон между гробницами матери Аун Сан Су Чжи Кхин Чжи и бывшего генерального секретаря ООН У Тана.

## Супаялат в литературе
- Лаковая дама — роман Ф. Теннисон Джесси
- Стеклянный дворец — роман Амитава Гоша
- Город самоцветов — роман Джоанны Троллоп
- Мандалай — стихотворение Редьярда Киплинга.